# Eva Egermann
Eva Egermann (* 1979 in Wien) ist eine österreichische Künstlerin und Herausgeberin des Crip Magazine. Sie lebt und arbeitet in Wien.

## Leben und Karriere
Eva Egermann wurde in Wien geboren und ist im Burgenland aufgewachsen. Sie lebt und arbeitet in Wien als Künstlerin, Kuratorin und ist seit 2012 Herausgeberin des Crip Magazine. Im Jahre 2015 erhielt sie den Theodor-Körner-Preis für Kunst in der Sparte Bildende Kunst und Kunstfotografie. Sie promoviert an der Akademie der Feinen Künste Wien zu dem Thema Touching Crip History. In ihren künstlerischen Arbeiten bedient sie sich unterschiedlicher künstlerischer Formen und arbeitet zu den Themen Behinderung, Normalität und Fähigkeitserwartungen wie Ableismus. An der Ausstellung KISS in Wien (2020–2021) nahm sie mit einem Beitrag teil, in welchem sie mit Texten der verstorbenen Autorin und Künstlerin Ianina Ilitcheva arbeitete.

## Werke (Auswahl)
- Eva Egermann, Anna Pritz (Hrsg.): school works. Beiträge zu vermittelnder, künstlerischer und forschender Praxis. Löcker, Wien 2003, ISBN 978-3-85409-515-6[7]
- Regime: Wie Dominanz und Ausdruck formalisiert wird (2012)[8]
- On Uncanny States and Bodies (2013) (Kuratorin)[8]
- „Crip Modes of Artistic Research“ (2015)[4]